# Círculo Eleitoral do Reno

O círculo eleitoral, Reno como no início do século XVI

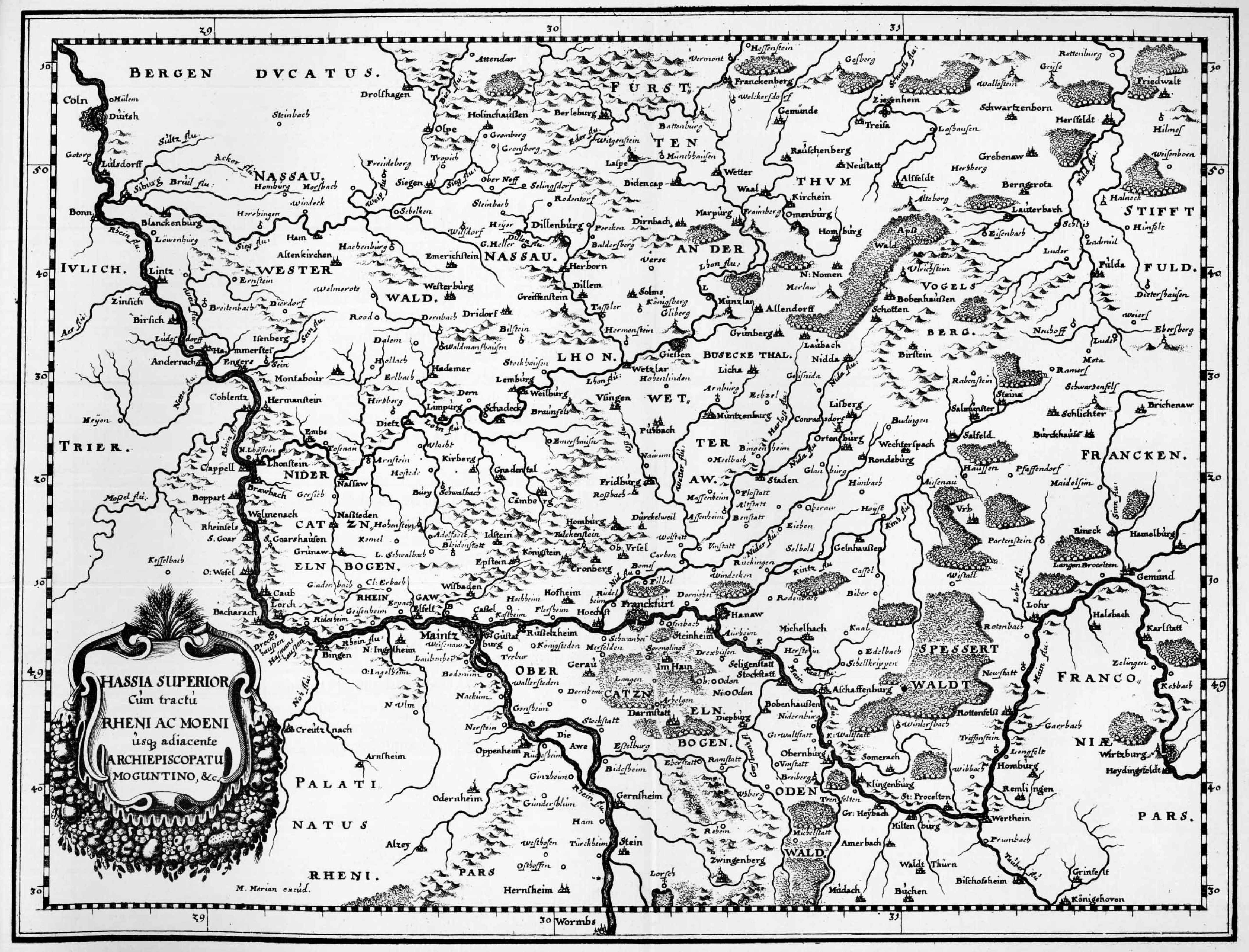
mapa do círculo eleitoral Renano da Topographia Archiepiscopatuum Moguntinensis de Matthäus Merian, 1646

O Círculo Eleitoral do Reno, também conhecido como Círculo Eleitoral Renano, (alemão: Kurrheinischer Reichskreis) era um Círculo Imperial do Sacro Império Romano-Germânico, criado em 1512. O círculo derivou seu sobrenome de quatro dos sete Príncipe-eleitores cujas terras ao longo do médio Reno, que compreendia a grande maioria do seu território. A criação deste círculo foi na sequência da Reforma Imperial que o Imperador Maximiliano I, fez para neutralizar a fragmentação do Império.

## Formação e dever
Desde o século XIV os Príncipes-eleitores e arcebispos  de Colônia, Mainz e Trier e o Eleitor e Conde do Palatinato do Reno, se aliavam. O círculo Eleitoral de Reno, fundado em 1502 por Maximiliano I, tinha vários objetivos, como, a semelhança dos outros círculos imperiais, na fixação dos impostos do Império que deveria ser pago e, e em caso de guerra, no envio de um contingente para o Exército Imperial. Especialmente, ele serviu de 1495 quando se proclamou a Paz Perpétua Público que demostrou ser de grande validade.

## Composição
O Círculo foi composto dos seguintes Estados:
| Nome                     | Tipo de entidade      | Comentários |
| ------------------------ | --------------------- | --- |
| Arenberg                 | Condado               | Obtiveram Imediatidade imperial em 1549 sob João de Ligne; Principado em 1576; elevado a Ducado em 1644.                                                                    |
| Nassau-Beilstein         | Senhorio              | Vinculado ao Condado de Nassau desde 1343. |
| Colônia                  | Príncipado-bispado    | (Re-)estabelecido pelo Rei Otão I em 953, Príncipe-eleitor e arquichanceler do Itália em 1356.                                                                              |
| Gelnhausen               | Cidade imperial livre | |
| Koblenz                  | Bailiado              | Uma divisão administrativa de terras, incluindo o Senhorio imediato de Elsen, dos Cavaleiros Teutônicos.                                                                    |
| Mainz                    | Príncipado-bispado    | Arcebispado estabelecido em 781 pelo Papa Adriano I; Príncipe-eleitor e arquichanceler da Alemanha(Sacro Império) em 1356.                                                  |
| Nieder-Isenburg          | Condado               | Surgido de Isenburg-Isenburg em 1199; dividido em 1502 em Isenburg-Grenzau e Isenburg-Neumagen (de Sayn-Wittgenstein em 1554); extinto em 1664                              |
| Eleitorado do Palatinato | Condado Palatino      | Surgiu a partir do Alódio do Conde Palatino da Baixa Lorena em 1085 sob Henrique de Laach, realizada da Casa de Wittelsbach, de 1214; Príncipe-eleitor e Truchsess em 1356. |
| Rheineck                 | Burgraviato           | Feudo de Colônia em torno de Burg Rheineck; mantido pelo Freiherr de Varsberg a partir de 1576.                                                                             |
| Thurn und Taxis          | Baronato              | Briefadel ("novo nobre") sem território; Freiherr a partir de 1608; Condes a partir de 1624; elevado a Príncipe-Condal em 1695.                                             |
| Trier                    | Príncipado-bispado    | Estabelecido em 902; Príncipe-eleitor e arquichanceler do Arles em 1356. |